# Morijaszu Hadzsime
Morijaszu Hadzsime (森保; Hepburn: Moriyasu Hajime; Sizuoka, 1968. augusztus 23. –) japán válogatott labdarúgó, edző. A Japán válogatott szövetségi kapitánya.
A japán válogatott tagjaként részt vett az 1992-es Ázsia-kupán.

## Statisztika

### Klubcsapatokban
| Klub teljesítmények | Klub teljesítmények | Klub teljesítmények | Bajnokság | Bajnokság | Kupa  | Kupa | Ligakupa | Ligakupa | Összesen | Összesen |
| Szezon              | Klub                | Divízió             | Mérk.     | Gól       | Mérk. | Gól  | Mérk.    | Gól      | Mérk.    | Gól      |
| ------------------- | ------------------- | ------------------- | --------- | --------- | ----- | ---- | -------- | -------- | -------- | -------- |
| 1987–88             | Mazda               | JSL Division 1      | 0         | 0         | 0     | 0    | 0        | 0        | 0        | 0        |
| 1988–89             | Mazda               | JSL Division 2      | 0         | 0         | 0     | 0    | 0        | 0        | 0        | 0        |
| 1989–90             | Mazda               | JSL Division 2      | 19        | 8         | 0     | 0    | 0        | 0        | 19       | 8        |
| 1990–91             | Mazda               | JSL Division 2      | 27        | 13        | 0     | 0    | 3        | 1        | 30       | 14       |
| 1991–92             | Mazda               | JSL Division 1      | 18        | 4         | 0     | 0    | 0        | 0        | 18       | 4        |
| 1992                | Sanfrecce Hiroshima | J1 League           | —         | —         | 0     | 0    | 8        | 1        | 8        | 1        |
| 1993                | Sanfrecce Hiroshima | J1 League           | 35        | 2         | 4     | 1    | 0        | 0        | 39       | 3        |
| 1994                | Sanfrecce Hiroshima | J1 League           | 40        | 3         | 3     | 0    | 1        | 0        | 44       | 3        |
| 1995                | Sanfrecce Hiroshima | J1 League           | 25        | 4         | 5     | 0    | —        | —        | 30       | 4        |
| 1996                | Sanfrecce Hiroshima | J1 League           | 26        | 3         | 5     | 0    | 14       | 2        | 45       | 5        |
| 1997                | Sanfrecce Hiroshima | J1 League           | 25        | 1         | 2     | 0    | 5        | 0        | 32       | 1        |
| 1998                | Kiotó Szanga        | J1 League           | 32        | 1         | 2     | 0    | 4        | 0        | 38       | 1        |
| 1999                | Sanfrecce Hiroshima | J1 League           | 27        | 1         | 0     | 0    | 3        | 1        | 30       | 2        |
| 2000                | Sanfrecce Hiroshima | J1 League           | 22        | 0         | 0     | 0    | 2        | 0        | 24       | 0        |
| 2001                | Sanfrecce Hiroshima | J1 League           | 16        | 0         | 1     | 0    | 3        | 0        | 20       | 0        |
| 2002                | Vegalta Sendai      | J1 League           | 27        | 0         | 2     | 0    | 6        | 1        | 35       | 1        |
| 2003                | Vegalta Sendai      | J1 League           | 18        | 0         | 1     | 0    | 3        | 1        | 22       | 1        |
| Teljes karrier      | Teljes karrier      | Teljes karrier      | 357       | 40        | 25    | 1    | 52       | 7        | 434      | 48       |

### A válogatottban
| Japán válogatott | Japán válogatott | Japán válogatott |
| Időszak          | Mérk.            | gól              |
| ---------------- | ---------------- | ---------------- |
| 1992             | 7                | 0                |
| 1993             | 15               | 0                |
| 1994             | 4                | 0                |
| 1995             | 6                | 0                |
| 1996             | 3                | 1                |
| Összesen         | 35               | 1                |

## Statisztikája szövetségi kapitányként
2020. január 9-én lett frissítve.
| Csapat | Nemzet | –tól            | –ig      | Mérleg | Mérleg | Mérleg | Mérleg | Mérleg |
| M      | GY     | D               | V        | GY %   |        |        |        |        |
| ------ | ------ | --------------- | -------- | ------ | ------ | ------ | ------ | ------ |
| Japán  | japán  | 2018 június 23. | Jelenleg | 28     | 19     | 4      | 5      | 67.86  |

## Sikerei, díjai

### Játékosként

#### Japán
- Ázsia-kupagyőztes (1): 1992

### Edzőként

#### Sanfrecce Hiroshima
- J1 League bajnok (3): 2012, 2013, 2015
- Japán Szuperkupagyőztes (2): 2013, 2014
- FIFA-klubvilágbajnokság 3. hely: 2015

#### Japán U23
- Ázsia-játékok ezüstérmes: 2018

#### Japán
- Ázsia-kupa döntős: 2019

#### Egyéni
- Az év J.League labdarúgó-edzője (3): 2012, 2013, 2015